# Знаете, каким он парнем был
«Знаете, каким он парнем был» — песня из цикла «Созвездие Гагарина», созданного в 1968—1971 годах Александрой Пахмутовой и Николаем Добронравовым. Лирический отклик известного творческого и семейного союза на гибель Юрия Гагарина, которого те знали лично и чью гибель остро переживали.

## История создания

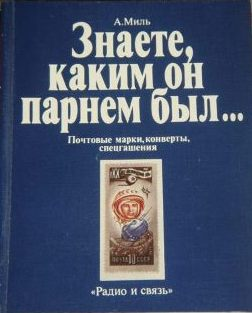
Книга А. Миля «Знаете, каким он парнем был… Почтовые марки, конверты, спецгашения» (1984)

Как позднее напишет Пахмутова о себе и Добронравове (её муже): «Юрий Гагарин для нас — не абстрактный герой, а близкий и любимый человек. Его гибель — незаживающая рана». Добронравов в свою очередь вспоминает:

Конечно, это хорошо, когда в момент создания песни рождается фраза, которая потом становится крылатой, но найти такую нелегко. Скажем, мы задумали с Алей написать песню про Гагарина. Сидели думали: а вот каким он был? Что про него люди знают? И вдруг сама собой легла фраза: «Знаете, каким он парнем был?»

Знаете здесь выступает открывающим песню вводным словом для подчёркивания следующей мысли, привлечения внимания слушателя. В окончательном тексте песни — первая часть зачина с восклицанием и вопросом в конце фразы:
Знаете, каким он парнем был,

Тот, кто тропку звёздную открыл?!

<…>
Поэтому названием песни стала первая строка без каких-либо знаков препинания в конце: «Знаете, каким он парнем был». В иных произведениях быстро ставшую крылатой строку различные авторы приводят по-разному, в зависимости от собственного эмоционального прочтения: без знаков, по названию песни, с многоточием, со знаком вопроса.
Крылатым стал и припев песни, в который авторы включили как и знаменитое гагаринское «Поехали!», так и поэтическое сравнение космического полёта с шаляпинским «Вдоль по Питерской»:
Он сказал: «Поехали!»

Он взмахнул рукой,

Cловно вдоль по Питерской, Питерской

Пронёсся над Землёй.

## Исполнители
Первым исполнителем песен цикла «Созвездие Гагарина» стал Юрий Гуляев, и песня «Знаете, каким он парнем был» быстро стала визитной карточкой певца. С ней он выступил в 1971 году на первом новогоднем телефестивале «Песня года» (Песня-71). Эту песню в дальнейшем исполняли многие известные советские певцы, но Пахмутова именно его исполнение считала образцовым: «Её исполняли многие певцы, но Гуляев планку поднял очень высоко». В исполнении Ю. Гуляева песня вошла в тематический сборник фирмы «Мелодия» «Через тернии к звёздам. Песни о космосе» 2009 года.
В 1973 году на X Всемирном фестивале молодёжи и студентов в Берлине песню исполнил Леонид Сметанников, став в итоге лауреатом песенного конкурса.
В разное время её исполняли: Иосиф Кобзон, Леонид Сметанников и др.